# Peltopsilopa aspistes
Peltopsilopa aspistes är en tvåvingeart som beskrevs av Friedrich Georg Hendel 1914. Peltopsilopa aspistes ingår i släktet Peltopsilopa och familjen vattenflugor. Inga underarter finns listade i Catalogue of Life.